# 張聖豪
張聖豪（2001年5月11日—），為台灣棒球選手，目前效力於中華職棒統一7-ELEVEn獅，守備位置為捕手。於2019年季中選秀中被中信兄弟以第四輪第十九順位選進。
2022年季末雖然未被放入60人保留名單中，但球團有意簽回，不過同時統一7-ELEVEn獅也在洽談當中，最終選擇轉隊至統一7-ELEVEn獅。

## 經歷
- 臺東縣紅葉國小少棒隊
- 臺東縣卑南國中青少棒隊
- 臺東縣國立臺東大學附屬體育高級中學青棒隊
- 中華職棒中信兄弟（2019年－2022年）
- 中華職棒統一7-ELEVEn獅（2023年－）

## 成棒國手經歷
- 2022年U-23世界盃棒球賽中華隊

## 職棒生涯成績
| 年度 | 球隊           | 出賽 | 打數 | 安打 | 全壘打 | 打點 | 盜壘 | 三振 | 四死 | 壘打數 | 雙殺打 | 打擊率 | 上壘率 | 長打率 | OPS   |
| ---- | -------------- | ---- | ---- | ---- | ------ | ---- | ---- | ---- | ---- | ------ | ------ | ------ | ------ | ------ | ----- |
| 2023 | 統一7-ELEVEn獅 | 2    | 2    | 1    | 0      | 0    | 0    | 0    | 0    | 1      | 0      | 0.500  | 0.500  | 0.500  | 1.000 |
| 合計 | 1年            | 2    | 2    | 1    | 0      | 0    | 0    | 0    | 0    | 1      | 0      | 0.500  | 0.500  | 0.500  | 1.000 |

## 特殊事蹟
- 2023年5月24日，生涯初登場於桃園國際棒球場出戰樂天桃猿隊，於八局上代打林祖傑，成為中華職棒史上第1000位於一軍出賽的本土球員[3]。

## 外部連結
- 張聖豪在台灣棒球維基館上的頁面（繁體中文）
- 張聖豪在中華職棒官網
- 張聖豪在Baseball-Reference.com（小聯盟以及海外聯盟）（英语）